# 戦争の一覧記事の一覧
戦争の一覧記事の一覧（せんそうのいちらんきじのいちらん）は、戦争の一覧の一覧。

## 地域別の一覧
- アジアの紛争一覧
- アフリカの紛争一覧
  - 現代の北アフリカの紛争一覧
  - アフリカの角の紛争一覧
- 近東の紛争一覧
- 中東の現代の紛争一覧
- 中央アメリカの紛争一覧
- 南アメリカの紛争一覧
- ヨーロッパの紛争一覧

## 国別の一覧
- アメリカ合衆国が関与した戦争一覧
- イスラエルが関与した戦争の一覧
- 日本が関与した戦争一覧
- パキスタンの関与した戦争一覧
- パレスチナが関与した戦争の一覧
- レバノンが関与した戦争一覧
- ロシアの関与した戦争一覧